# علي بن طراد الزينبي
علي بن طراد الزينبي (462 - 538 هـ) محدث وسياسي عباسي من العقلاء العارفين بسياسة الملك وتدبيره. كان أبرز أعلام الزينبيين وأوسعهم شهرة وأكثرهم أثرًا في الحياة السياسية في الدولة العباسية. تولى نقابة نقباء الطائفتين العباسيّة والعلويّة، ثم تولى الوزارة للمسترشد بالله والمقتفي لأمر الله، ولم يوزر للخلفاء من العباسيين غيره.

## نسبه
علي بن طراد بن محمد بن علي بن حسن بن محمد بن عبد الوهاب بن سليمان بن محمد بن سليمان بن عبد الله الزينبي بن محمد بن إبراهيم الإمام بن محمد الكامل بن علي السجاد بن عبد الله بن العباس بن عبد المطلب، والعباس عم رسول الله محمد.

## روايته للحديث
سمع من أبيه طراد، وعمّيه أبي نصر وأبي طالب، وأبي القاسم بن البسري، ورزق الله التميمي، وابن طلحة النعالي، ونظام الملك، وعدة آخرون. وأجاز له أبو جعفر بن المسلمة.
وحدث عنه: أبو أحمد بن سكينة، وأبو سعد السمعاني، وأبو القاسم بن عساكر، وعبد الرحمن بن أحمد بن عصية، وطائفة سواهم.

## حياته السياسية
ولي أولا نقابة العباسيين بعد والده سنة 491 هـ، وفي سنة 517 هـ ضمت إليه نقابة الطالبيين، وعظم شانه إلى أن وزر للمسترشد بالله سنة 523 هـ، فقلَّد أخاه أبا الحسن محمد بن طراد النقابة. ثم في شعبان سنة 526 هـ قُبض عليه وحُبس، واحتيط على أمواله ونائبه، وأقاموا في نيابة الوزارة محمد ابن الأنباري، ثم أطلق بعد أربعة أشهر، وقرر عليه مال يزنه، ووزر أنوشروان بن خالد قليلا، ثم أعيد ابن طراد إلى الوزارة سنة 528 هـ، وزِيد في تفخيمه.
ثم سار في خدمة المسترشد لحرب مسعود بن محمد بن ملكشاه السلجوقي، فلما قتل المسترشد سنة 529 هـ قبضوا على ابن طراد، ثم توجه مسعود بجيشه إلى بغداد ومعه الوزير علي بن طراد، فوصل الوزير سالما، وقد هرب الراشد بالله ولد المسترشد إلى الموصل، فدبّر الوزير علي في خلعه، وبايع المقتفي لأمر الله، فاستوزره، وعظم ملكه، فلم يزل على الوزارة إلى أن تغير رأي المقتفي فيه، وهمّ بالقبض عليه، فهرب إلى دار السلطان مسعود مستجيرا بها، ثم أصلح بينهما، ثم عزله، فأمر السلطان بحمله إلى داره مكرما، وناب في الوزارة ابن عمه قاضي القضاة علي بن الحسين الزينبي، وذلك سنة 534 هـ، ثم استوزر المقتفي المظفر بن جهير، ولزم ابن طراد بيته إلى أن توفي في مستهل رمضان سنة 538 هـ.